# Турнище (община)
Община Турнище (словен. Občina Turnišče) — одна з общин Словенії. Адміністративним центром є місто Турнище.

## Населення
У 2011 році в общині проживало 3397 осіб, 1657 чоловіків і 1740 жінок. Чисельність економічно активного населення (за місцем проживання), 1313 осіб. Середня щомісячна чиста заробітна плата одного працівника (EUR), 808,76 (в середньому по Словенії 987.39). Приблизно кожен другий житель у громаді має автомобіль (48 автомобілі на 100 жителів). Середній вік жителів склав 41,2 роки (в середньому по Словенії 41.8). 